# Neophilaenus albipennis
Neophilaenus albipennis är en insektsart som först beskrevs av Johan Christian Fabricius 1798.  Neophilaenus albipennis ingår i släktet Neophilaenus och familjen spottstritar. Inga underarter finns listade i Catalogue of Life.